# Gintung Tengah
Gintung Tengah is een bestuurslaag in het regentschap Cirebon van de provincie West-Java, Indonesië. Gintung Tengah telt 2907 inwoners (volkstelling 2010).